# Duygu Bal
Duygu Bal (Ankara, 25 de març de 1987) és una esportista i actriu turca. Bal ha fet carrera com a jugadora de voleibol i va ser membre de la selecció nacional de Turquia. Abans de deixar la carrera esportiva, el 2014 jugava per al Fenerbahçe S. K. d'Istanbul, des del 2011. La temporada 2010-11 va jugar al Pallavolo Villanterio d'Itàlia. El 2015 va actuar en la pel·lícula Ali Baba ve Yedi Cüceler (Ali Baba i els Set Nans).